# كريغ ويتلوك
كريج مايكل ويتلوك (26 مارس 1968) صحفي أمريكي يعمل في صحيفة واشنطن بوست، حيث يتولى مسؤولية تغطية أخبار البنتاغون والأمن القومي.
في عام 2021 نشر كتابه الأول: أوراق أفغانستان: تاريخ سري للحرب. ظهر العمل لأول مرة في المرتبة الأولى على قائمة الكتب الأكثر مبيعًا في صحيفة نيويورك تايمز.
في أغسطس 2021، نشر ويتلوك كتابه الأول: أوراق أفغانستان: تاريخ سري للحرب. قبل وقت قصير من نشره، ناقش ويتلوك أفغانستان في ظهوره في برنامج الوقت الحقيقي مع بيل ماهر. ظهر الكتاب في المرتبة الأولى على قائمة الكتب الأكثر مبيعًا غير الخيالية حسب صحيفة نيويورك تايمز للأسبوع المنتهي في 4 سبتمبر 2021. وكذلك في قائمة الكتب الأكثر مبيعًا في وول ستريت جورنال. تمت مراجعة الكتاب بواسطة مراجعات كيركس، ونيويورك، والجارديان، وصنداي تايمز. واخُتير لقائمة «أفضل 10 كتب لعام 2021» لصحيفة واشنطن بوست.